# Альтернатива (роман)
«Альтернатива (Весна 1941)» — роман из цикла о советском разведчике Исаеве-Штирлице. Написан советским писателем Юлианом Семёновым в 1973 году в ходе пребывания в Москве, Белграде и Загребе. Впервые опубликован в журнале "Дружба народов", 1974, № 7-9 .
Большая часть сюжетных линий и событий романа разворачиваются на территории Королевства Югославия весной 1941 года. События охватывают период с конца марта до начала апреля 1941 года: с момента подписания премьером Югославии Цветковичем венского протокола (акта о присоединении страны к Берлинскому пакту 1940 года) до начала нацистской оккупации Югославии. Значительное внимание в романе также уделяется политическим событиям в Хорватии (Хорватской бановине) в аналогичный временной период: деятельности Хорватской крестьянской партии Мачека и усташей Павелича.
Как и в прочих романах Семёнова из цикла об Исаеве-Штирлице персонажами данного произведения, наряду с вымышленными, выступают целый ряд реальных исторических деятелей: Цветкович, Симович, Мачек, Павелич, Сталин, Молотов, Вышинский, Гитлер, Риббентроп, Розенберг, Шелленберг, Веезенмайер, Гейдрих, Муссолини и др.